# Poslanecký klub ANO 2011
Poslanecký klub hnutí ANO 2011 byl v 9. volebním období Poslanecké sněmovny ustaven po volbách v říjnu 2021, konkrétně 12. října 2021. V současné době má 71 členů a jde o největší poslanecký klub v tomto volebním období. V čele poslaneckého klubu stojí místopředsedkyně hnutí ANO a bývalá ministryně financí Alena Schillerová.

## Historie klubu
Poslanecký klub hnutí ANO vznikl poprvé v roce 2013, kdy se subjekt poprvé dostal do Poslanecké sněmovny. Počet jeho členů zůstal stálý, došlo ale ke dvěma změnám. V roce 2016 se stal členem klubu poslanec Karel Tureček, který byl původně zvolen za TOP 09. Klub naopak ve stejném roce opustila poslankyně Kristýna Zelienková, která se následně stala členkou klubu TOP 09 a Starostové. Klub byl ustaven i po volbách v roce 2017, kdy se hnutí ANO stalo nejsilnějším subjektem v Poslanecké sněmovně. Tuto pozici si udrželo i po volbách v roce 2021. V únoru 2023 poslanecký klub opustil poslanec a hejtman Moravskoslezského kraje Ivo Vondrák, který se tak stal nezařazeným poslancem.
| Volby | Počet zvolených poslanců | Postavení klubu                | Předseda klubu    | Předseda hnutí |
| ----- | ------------------------ | ------------------------------ | ----------------- | -------------- |
| 2013  | 47/200                   | Koalice (ČSSD, KDU-ČSL)        | Jaroslav Faltýnek | Andrej Babiš   |
| 2017  | 78/200                   | Koalice (ČSSD s podporou KSČM) | Jaroslav Faltýnek | Andrej Babiš   |
| 2021  | 72/200                   | Opozice                        | Alena Schillerová | Andrej Babiš   |

## Členové klubu

### Vedení klubu
| Funkce v klubu         | Jméno a příjmení           | Volební kraj         | Poznámka                          |
| ---------------------- | -------------------------- | -------------------- | --------------------------------- |
| Předsedkyně klubu      | Alena Schillerová          | Jihomoravský kraj    |                                   |
| 1. místopředseda klubu | Jaroslav Faltýnek          | Olomoucký kraj       |                                   |
| Místopředseda klubu    | Karel Havlíček             | Středočeský kraj     | Místopředseda Poslanecké sněmovny |
| Místopředseda klubu    | Patrik Nacher              | Hlavní město Praha   |                                   |
| Místopředsedkyně klubu | Jana Mračková Vildumetzová | Karlovarský kraj     |                                   |
| Místopředseda klubu    | Richard Brabec             | Jihočeský kraj       |                                   |
| Místopředseda klubu    | Aleš Juchelka              | Moravskoslezský kraj | Předseda Volebního výboru         |
| Místopředsedkyně klubu | Jana Pastuchová            | Liberecký kraj       |                                   |
| Místopředseda klubu    | Milan Feranec              | Olomoucký kraj       |                                   |

### Členové klubu
| Jméno a příjmení            | Volební kraj         | Poznámka                                                |
| --------------------------- | -------------------- | ------------------------------------------------------- |
| Věra Adámková               | Hlavní město Praha   |                                                         |
| Andrej Babiš                | Ústecký kraj         | Předseda hnutí ANO                                      |
| Andrea Babišová             | Moravskoslezský kraj |                                                         |
| Ondřej Babka                | Jihočeský kraj       |                                                         |
| Margita Balaštíková         | Zlínský kraj         | Náhradnice za Radima Holiše (od listopadu 2021)         |
| Josef Bělica                | Moravskoslezský kraj |                                                         |
| Jana Berkovcová             | Královéhradecký kraj |                                                         |
| Stanislav Berkovec          | Středočeský kraj     |                                                         |
| Milan Brázdil               | Olomoucký kraj       |                                                         |
| Lubomír Brož                | Hlavní město Praha   |                                                         |
| Jaroslav Bžoch              | Ústecký kraj         |                                                         |
| Klára Dostálová             | Královéhradecký kraj | Místopředsedkyně Poslanecké sněmovny                    |
| Lenka Dražilová             | Jihomoravský kraj    |                                                         |
| Kamal Farhan                | Plzeňský kraj        |                                                         |
| Eva Fialová                 | Ústecký kraj         |                                                         |
| Romana Fischerová           | Středočeský kraj     |                                                         |
| Stanislav Fridrich          | Moravskoslezský kraj |                                                         |
| Jana Hanzlíková             | Pardubický kraj      |                                                         |
| Tomáš Helebrant             | Středočeský kraj     |                                                         |
| Igor Hendrych               | Moravskoslezský kraj |                                                         |
| Ivan Jáč                    | Liberecký kraj       |                                                         |
| Miloslav Janulík            | Jihomoravský kraj    |                                                         |
| David Kasal                 | Pardubický kraj      |                                                         |
| Lenka Knechtová             | Jihomoravský kraj    |                                                         |
| Tomáš Kohoutek              | Ústecký kraj         |                                                         |
| Martin Kolovratník          | Pardubický kraj      |                                                         |
| Josef Kott                  | Kraj Vysočina        |                                                         |
| Robert Králíček             | Hlavní město Praha   |                                                         |
| Roman Kubíček               | Jihočeský kraj       |                                                         |
| Jan Kubík                   | Jihočeský kraj       |                                                         |
| Martin Kukla                | Kraj Vysočina        |                                                         |
| Hubert Lang                 | Plzeňský kraj        |                                                         |
| Ivana Mádlová               | Plzeňský kraj        |                                                         |
| Taťána Malá                 | Jihomoravský kraj    |                                                         |
| Jiří Mašek                  | Královéhradecký kraj |                                                         |
| Lubomír Metnar              | Moravskoslezský kraj | Předseda Výboru pro obranu                              |
| Marek Novák                 | Zlínský kraj         |                                                         |
| Monika Oborná               | Kraj Vysočina        |                                                         |
| Ladislav Okleštěk           | Olomoucký kraj       | Předseda Výboru pro veřejnou správu a regionální rozvoj |
| Renata Oulehlová            | Karlovarský kraj     |                                                         |
| Zuzana Ožanová              | Moravskoslezský kraj |                                                         |
| Berenika Peštová            | Ústecký kraj         |                                                         |
| František Petrtýl           | Středočeský kraj     |                                                         |
| Jaroslava Pokorná Jermanová | Středočeský kraj     |                                                         |
| David Pražák                | Liberecký kraj       |                                                         |
| Karel Rais                  | Jihomoravský kraj    |                                                         |
| Michal Ratiborský           | Moravskoslezský kraj |                                                         |
| Jan Richter                 | Ústecký kraj         |                                                         |
| Pavel Růžička               | Ústecký kraj         |                                                         |
| Drahoslav Ryba              | Kraj Vysočina        |                                                         |
| Petr Sadovský               | Královéhradecký kraj |                                                         |
| Jiří Strýček                | Moravskoslezský kraj |                                                         |
| Robert Stržínek             | Zlínský kraj         |                                                         |
| Julius Špičák               | Středočeský kraj     |                                                         |
| David Štolpa                | Jihomoravský kraj    |                                                         |
| Karel Tureček               | Jihočeský kraj       |                                                         |
| Helena Válková              | Středočeský kraj     | Předsedkyně Mandátového a imunitního výboru             |
| Jan Volný                   | Plzeňský kraj        |                                                         |
| Radek Vondráček             | Zlínský kraj         | Předseda Ústavně-právního výboru                        |
| Petr Vrána                  | Olomoucký kraj       |                                                         |
| Lubomír Wenzl               | Jihomoravský kraj    |                                                         |
| Milan Wenzl                 | Hlavní město Praha   |                                                         |

### Bývalí členové klubu
| Jméno a příjmení | Volební kraj         | Poznámka |
| ---------------- | -------------------- | --- |
| Radim Holiš      | Zlínský kraj         | V listopadu 2021 se vzal poslaneckého mandátu, aby se mohl věnovat postu hejtmana Zlínského kraje. Ve Sněmovně ho nahradila Margita Balaštíková.                            |
| Ivo Vondrák      | Moravskoslezský kraj | V únoru 2023 se po neshodách nejprve rozhodl rezignovat na pozici místopředsedy hnutí, o několik dní později pak opustil i poslanecký klub a stal se nezařazeným poslancem. |